# 巴龙 (索恩-卢瓦尔省)
巴龙（法語：Baron，法語發音：[baʁɔ̃] ⓘ）是法国索恩-卢瓦尔省的一个市镇，属于沙罗勒区。

## 地理
巴龙（46°29'34"N, 4°16'43"E）面积13.29 平方千米，位于法国勃艮第-弗朗什-孔泰大區索恩-卢瓦尔省，该省份为法国中部省份，北起顺时针与科多尔省、汝拉省、安省、罗讷省、卢瓦尔省、阿列省和涅夫勒省接壤。
与巴龙接壤的市镇（或旧市镇、城区）包括：沙罗勒、尚普莱西、丰特奈、格朗沃、马蒂尼勒孔特、维里。

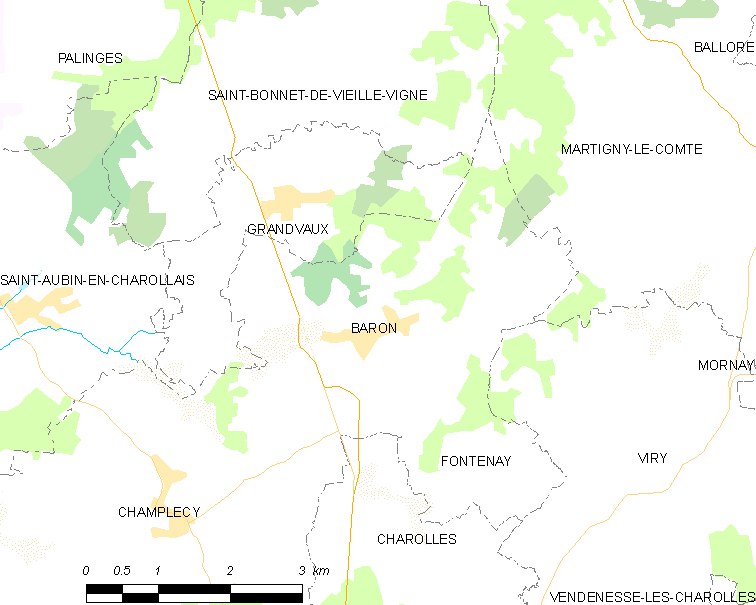
的OSM定位图

巴龙的时区为UTC+01:00、UTC+02:00（夏令时）。

## 行政
巴龙的邮政编码为71120，INSEE市镇编码为71021。

## 政治
巴龙所属的省级选区为沙罗勒县。

## 人口

1962-2008年间人口变化图示

巴龙于2022年1月1日时的人口数量为279人。